# 陳九韶
陳九韶（？—1609年），字宗舜，號諧宇，浙江嘉兴府平湖县人。明朝政治人物、進士出身。

## 生平
嘉靖己未十二月初八日（官年）生。万历七年（1579年）己卯科浙江鄉試第八十名舉人，十七年（1589年）己丑科二甲五十名進士，吏部觀政，十九年十月授刑部主事，十九年辛卯分校北闈。二十二年升员外郎，二十三年升任刑部郎中，丁憂歸。二十六年補工部郎中，二十七年出知江西廣信府。会太监潘相开矿扰民，九韶绘图陈疏得寝，民立祠祀之。三十二年擢江西九江道副使，三十五年七月升本省右参政，萬曆三十七年卒。通显二十余年，服食如寒素。伯兄早世，抚养其子如己出。殁後數日，推升贵州按察使。

## 家族
曾祖陈鼐。祖陈竦，生员。父陈治道。